# Tadeusz Wilecki
Tadeusz Adam Wilecki vel Tadeusz Wałach (ur. 20 marca 1945 w Wielkich) – generał broni, szef Sztabu Generalnego WP w latach 1992–1997. Kandydat na urząd Prezydenta RP w wyborach prezydenckich w 2000.

## Życiorys
Syn Jana. W 1963 ukończył I Liceum Ogólnokształcące im. Juliusza Słowackiego w Oleśnicy. W 1967 ukończył Oficerską Szkołę Wojsk Pancernych w Poznaniu. Był dowódcą plutonu, a następnie kompanii czołgów w 25 pułku zmechanizowanym w Opolu. W latach 1971–1974 studiował w Akademii Sztabu Generalnego. W latach 1976–1979 był dowódcą 18 pułku czołgów średnich. W 1979 objął stanowisko zastępcy dowódcy ds. liniowych 10 Sudeckiej Dywizji Pancernej. W latach 1980–1982 studiował w Wojskowej Akademii Sztabu Generalnego Sił Zbrojnych ZSRR. W latach 1982–1984 był szefem sztabu, a w latach 1984–1986 dowódcą 5 Saskiej Dywizji Pancernej, był także członkiem egzekutywy KW PZPR w Zielonej Górze. W 1987 został mianowany na stopień generała brygady.
W latach 1987–1989 szef sztabu-zastępca dowódcy Śląskiego Okręgu Wojskowego. We wrześniu 1989 został mianowany dowódcą ŚOW. W 1990 awansowany na stopień generała dywizji. W sierpniu 1992 prezydent RP Lech Wałęsa, na wniosek ministra obrony narodowej Janusza Onyszkiewicza, mianował go na stanowisko szefa Sztabu Generalnego Wojska Polskiego. Brał udział w tzw. obiedzie drawskim. Jego rolę w tamtych wydarzeniach opisał szczegółowo tygodnik „Przegląd”:
Wilecki z Malejczykiem należeli do najważniejszych kucharzy przygotowujących słynny «obiad drawski». Byli w tę aferę zanurzeni po epolety. Byli najbliższymi stronnikami Wałęsy prącego do pełni władzy w Polsce. Jeden z najważniejszych celów na tej drodze stanowiło wyjęcie spod władzy i kontroli ministra obrony narodowej – wówczas Piotra Kołodziejczyka – Wojskowych Służb Informacyjnych i podporządkowanie ich szefowi Sztabu Generalnego.
W 1992 otrzymał awans na stopień generała broni. W marcu 1997 prezydent RP Aleksander Kwaśniewski odwołał go ze stanowiska. W czerwcu 1998 został zwolniony z zawodowej służby wojskowej i przeszedł w stan spoczynku.
W 1996 należał do grupy generałów - współzałożycieli Klubu Generałów WP.
Na emeryturze został jednym z patronów Komitetu Budowy Pomnika Romana Dmowskiego. W wyborach prezydenckich w 2000 kandydował z ramienia Stronnictwa Narodowo-Demokratycznego, z poparciem ugrupowania Rodzina Warszawska, którego liderem był wówczas Roman Giertych. Uzyskał w nich wynik 0,16% poparcia, co przełożyło się na 28 805 głosów i dało mu przedostatnie, 11. miejsce.
W 2008 był jednym ze współzałożycieli Stowarzyszenia Pro Milito, którego następnie został wybrany prezesem. Wchodzi także w skład rad nadzorczych G & O Group (od 2005) oraz Euromet Holding (od 2014).

## Życie prywatne
Mieszka w Warszawie. Od 1972 żonaty z Marylą, pedagogiem. Małżeństwo ma córkę i syna.

## Odznaczenia
- Krzyż Komandorski Orderu Odrodzenia Polski
- Krzyż Kawalerski Orderu Odrodzenia Polski
- Srebrny Krzyż Zasługi
- Medal 40-lecia Polski Ludowej
- Złoty Medal „Siły Zbrojne w Służbie Ojczyzny”
- Srebrny Medal „Siły Zbrojne w Służbie Ojczyzny”
- Brązowy Medal „Siły Zbrojne w Służbie Ojczyzny”
- Złoty Medal „Za Zasługi dla Obronności Kraju”
- Srebrny Medal „Za Zasługi dla Obronności Kraju”
- Brązowy Medal „Za Zasługi dla Obronności Kraju”
- Złoty Medal Opiekuna Miejsc Pamięci Narodowej[13]
- Komandor Legii Honorowej (Francja, 1994)